# Etappenlauf
Der Etappenlauf ist (ähnlich wie das Etappenrennen im Radsport) eine Form des Laufsports, bei der die Strecke in Teilstücken zurückgelegt wird, deren Ergebnisse einzeln erfasst und als Zeiten in einer Gesamtwertung addiert und zusammengefasst werden.
Stehen dagegen die Einzelergebnisse im Vordergrund (wobei diese dann meistens in Punkte umgerechnet werden) und spielt die Gesamtwertung nur eine untergeordnete Rolle, spricht man von einem Laufcup.
Falls eines der Teilstücke 42,195 km oder länger ist, spricht man von einem Etappen-Ultramarathon, im anderen Fall zählt der Etappenlauf nicht als Marathon oder Ultramarathon.

## Etappen-Ultraläufe
- Isarrun
- Spreelauf
- Deutschlandlauf
- Tour de Tirol (10-km-Lauf, Bergmarathon im Kaisergebirge und Halbmarathon an drei Tagen)
- Transeuropalauf
- Marathon des Sables
- Transalpine-Run

## Sonstige Etappenläufe
- Ossiloop in Ostfriesland, sechs Etappen (zwischen 10,5 und 13,8 km) in sechs Tagen
- Brüder-Grimm-Lauf von Hanau nach Steinau an der Straße (81,3 km), fünf Etappen in drei Tagen
- Riesenbecker Six-Days im Teutoburger Wald (ca. 140 km), sechs Etappen in sechs Tagen
- Nordseelauf im Nationalpark Niedersächsisches Wattenmeer, acht Etappen (zwischen 6,5 und 14 km) in acht Tagen
- lauferlebnis Fränkische Schweiz-Tour im lauferlebnis Fränkische Schweiz, fünf Etappen (zwischen 6 und 18 km) in drei Tagen